# Celastrina perplexa
Celastrina perplexa är en fjärilsart som beskrevs av John Nevill Eliot och Kawazoé 1983. Celastrina perplexa ingår i släktet Celastrina och familjen juvelvingar. Inga underarter finns listade i Catalogue of Life.